# Orsonwelles arcanus
Orsonwelles arcanus – gatunek pająka z rodziny osnuwikowatych. Występuje endemicznie na Hawajach. 

## Taksonomia
Gatunek ten opisany został po raz pierwszy w 2002 roku przez Gustava Hormigę na łamach „Invertebrate Systematics”. Jako miejsce typowe wskazano Mount Tantalus. Materiał typowy zdeponowano w Narodowym Muzeum Historii Naturalnej. Epitet gatunkowy arcanus oznacza po łacinie „ukryty” i jest nawiązaniem do filmu Pan Arkadin w reżyserii Orsona Wellesa.

## Morfologia
Samce osiągają od 7,8 do 8,18 mm długości ciała, z czego od 3,72 do 4,41 mm przypada na karapaks. Samice osiągają od 8,68 do 9,92 mm długości ciała, z czego od 4,15 do 4,47 mm przypada na karapaks. Karapaks jest ciemnobrązowy lub szary z jasną przepaską podłużną. Wysokość nadustka wynosi 2,2-krotność średnicy oczu przednio-środkowych u samicy i 2,9-krotność ich średnicy u samca. Duże i masywne szczękoczułki mają od 12 do 14 zębów na krawędzi przedniej oraz od 8 do 13 zębów na krawędzi tylnej. Sternum jest brązowawe z przyciemnionymi brzegami. Jego kształt jest dłuższy niż szeroki z przedłużeniem między biodrami ostatniej pary. Podłużnie jajowata w zarysie opistosoma ma ubarwienie ciemnobrązowe lub szare z nielicznymi kropkami w częściach przednio-bocznych oraz jaśniejszymi znakami. Stożeczek jest duży, mięsisty i porośnięty szczecinkami.
Nogogłaszczki samca mają trzy trichobotria prolateralne i trzy retrolateralne na goleni. Wyróżniają się długą i cienką apofizą wierzchołkową wyrastającą z lamella characteristica. Samica ma epigynum o częściowo odsłoniętej spod wargi w widoku brzusznym płytce grzbietowej. Spermateki są małe i kuliste w kształcie.

## Występowanie i ekologia
Gatunek ten występuje endemicznie na wyspie Oʻahu w archipelagu Hawajów. Ograniczony jest w swym zasięgu do środkowo-zachodniej części gór Koolau Mountains. Spotykany był na rzędnych od 650 do 817 m n.p.m. Zasiedla lasy deszczowe o niezaburzonej obcą florą roślinności. Sieci łowne buduje pod paprociami z gatunku Dicranopteris linearis.